# Heterostylum ferrugineum
Heterostylum ferrugineum är en tvåvingeart som först beskrevs av Fabricius 1805.  Heterostylum ferrugineum ingår i släktet Heterostylum och familjen svävflugor. Inga underarter finns listade i Catalogue of Life.